# Rue Primatice
La rue Primatice est une voie située dans le quartier de la Salpêtrière du 13e arrondissement de Paris.

## Situation et accès
La rue Primatice est accessible par les lignes 5, 6 et 7 à la station Place d'Italie.

## Origine du nom
Cette rue porte le nom du peintre, architecte et sculpteur italien Francesco Primaticio dit Le Primatice (1490-1570), dont certaines œuvres ont été utilisées pour réaliser des cartons de tapisserie pour la manufacture des Gobelins, située à proximité.

## Historique
Cette voie qui a été ouverte en 1866, sur l'emplacement du marché des Gobelins est classée dans la voirie parisienne, entre les rues Rubens et Coypel, par décret du 28 août 1868, puis entre les rues Coypel et Philippe-de-Champagne par décret du 2 mars 1902,. 
Elle prend sa dénomination actuelle par décret en date du 7 décembre 1900.

## Bâtiments remarquables et lieux de mémoire
- La rue débouche sur la mairie du 13e arrondissement de Paris.

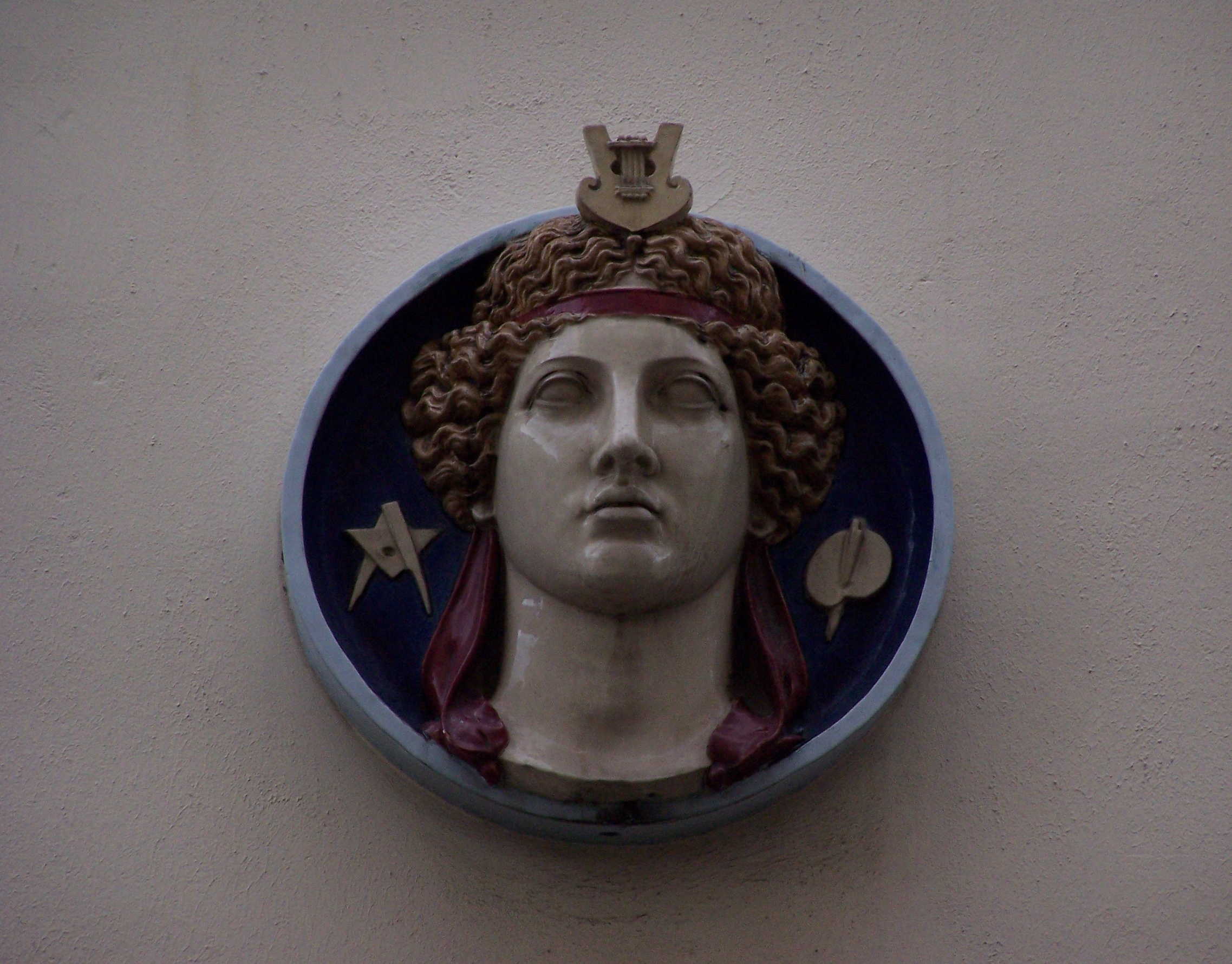
Bas-relief d'un immeuble.